# 124º Reggimento fanteria "Chieti"
Il 124º Reggimento "Chieti" è stato un Reggimento del Regio Esercito Italiano.

## Profilo Storico
Il Reggimento venne costituito nel marzo del 1915 dal deposito del 13º Reggimento fanteria, e composto da tre battaglioni: 1º, 2º, 3º; era inquadrato insieme al gemello 123º Reggimento fanteria nella Brigata "Chieti", costituita il 1º marzo 1915 nell'omonima città. Esso prese parte alla prima guerra mondiale partecipando alle seguenti campagne: 1915 - Castelnuovo, Polazzo, Sassi Rossi; 1916 - Monte SeiBusi, Doberdò, Crni Hrib, Bonetti, Gorizia; 1917/18 - Val Giudicarie, Cima Palone, Val Dastico, Monte Cimone, Monte Tonezza. Il 3 novembre 1918 entrò per primo in Trento che aveva contribuito in modo determinante a liberare. Dal 26 novembre del 1918 al 1º dicembre del 1919 l'unità è dislocata a Innsbruck (Austria) con compiti di occupazione.
Per il valore dimostrato, la sua Bandiera di Guerra fu insignita della "Croce di Cavaliere dell'Ordine Militare d'Italia". Al termine del conflitto, il 124º Reggimento aveva avuto 48 Ufficiali e 1211 fanti caduti per la Patria. I suoi uomini vennero decorati con 16 medaglie d'argento al valor militare e 32 medaglie di bronzo al valor militare.
Il Reggimento fu sciolto il 1º gennaio 1920 e la sua bandiera consegnata al Vittoriano a Roma.

## Insegne e Simboli

Fregio dell'Arma di Fanteria dell'Esercito Italiano (usato per la Fanteria di Linea)

- Il Reggimento indossava il fregio della Fanteria del Regio Esercito (composto da due fucili incrociati con al centro un tondo riportante il numero 124º che indica il reggimento e sormontati da una corona).
- Le mostrine del reggimento sono rettangolari di colore bianco e rosso. Alla base della mostrina si trova la stella argentata a 5 punte bordata di nero, simbolo delle forze armate italiane

## Festa del reggimento
- La festa del reggimento si svolge il 10 agosto, anniversario del combattimento sul Carso a Crni hrib nel 1916.

## Onorificenze

### Decorati
Capitano Sibaud Abdon Comandante del III battaglione del 124º Reggimento fanteria